# Ophiothamnus habrotatus
Ophiothamnus habrotatus är en ormstjärneart som först beskrevs av Hubert Lyman Clark 1911.  Ophiothamnus habrotatus ingår i släktet Ophiothamnus och familjen knotterormstjärnor. Inga underarter finns listade i Catalogue of Life.